# Fimbristylis consanguinea
Fimbristylis consanguinea är en halvgräsart som beskrevs av Carl Sigismund Kunth. Fimbristylis consanguinea ingår i släktet Fimbristylis och familjen halvgräs. IUCN kategoriserar arten globalt som livskraftig. Inga underarter finns listade i Catalogue of Life.